# Armillaria

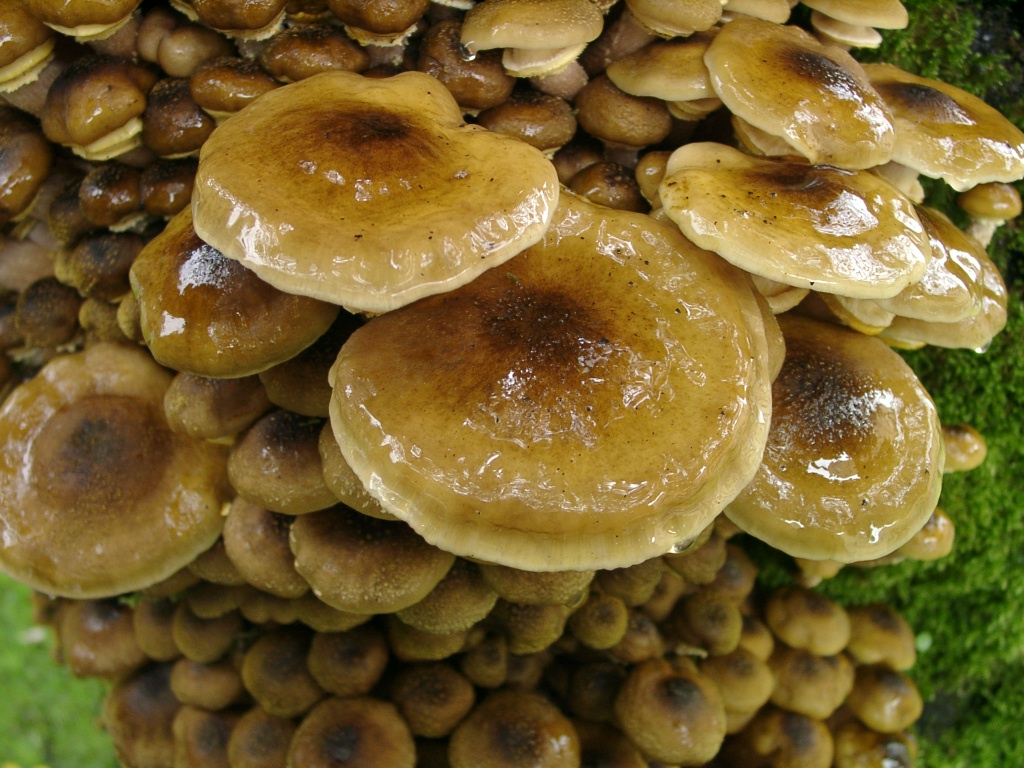
Armillaria mellea

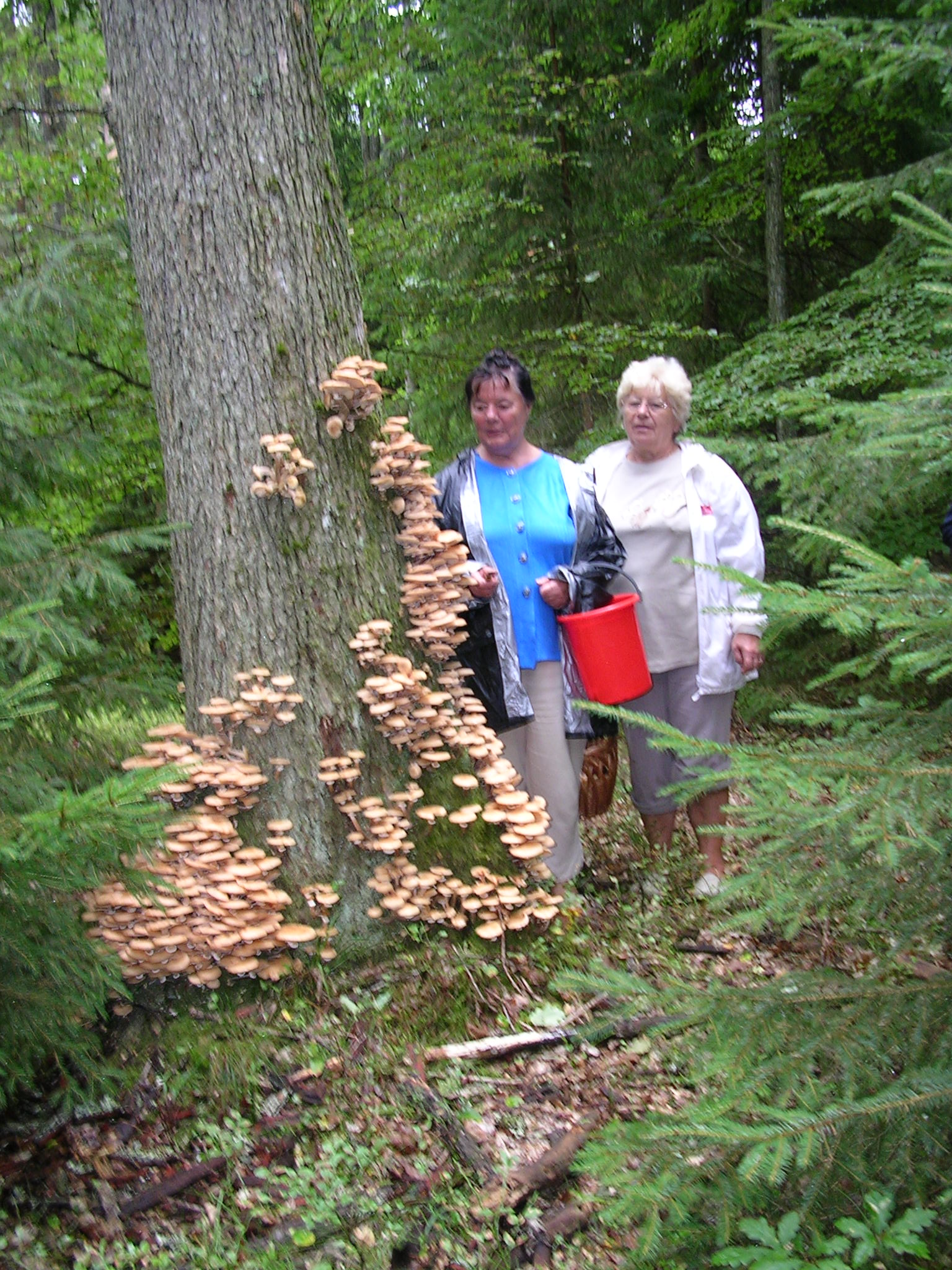
Armillaria mellea (Polònia)

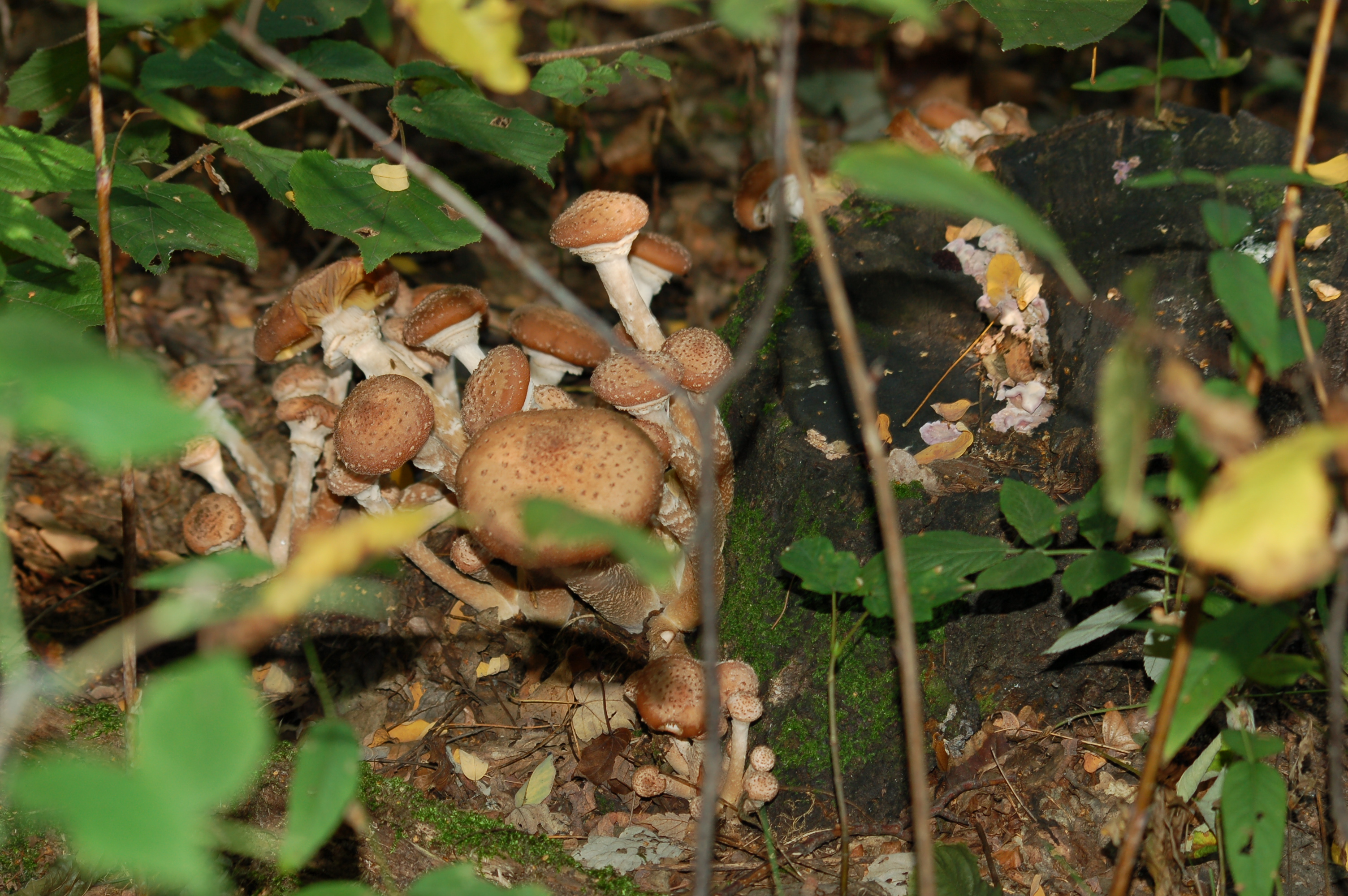
Armillaria mellea

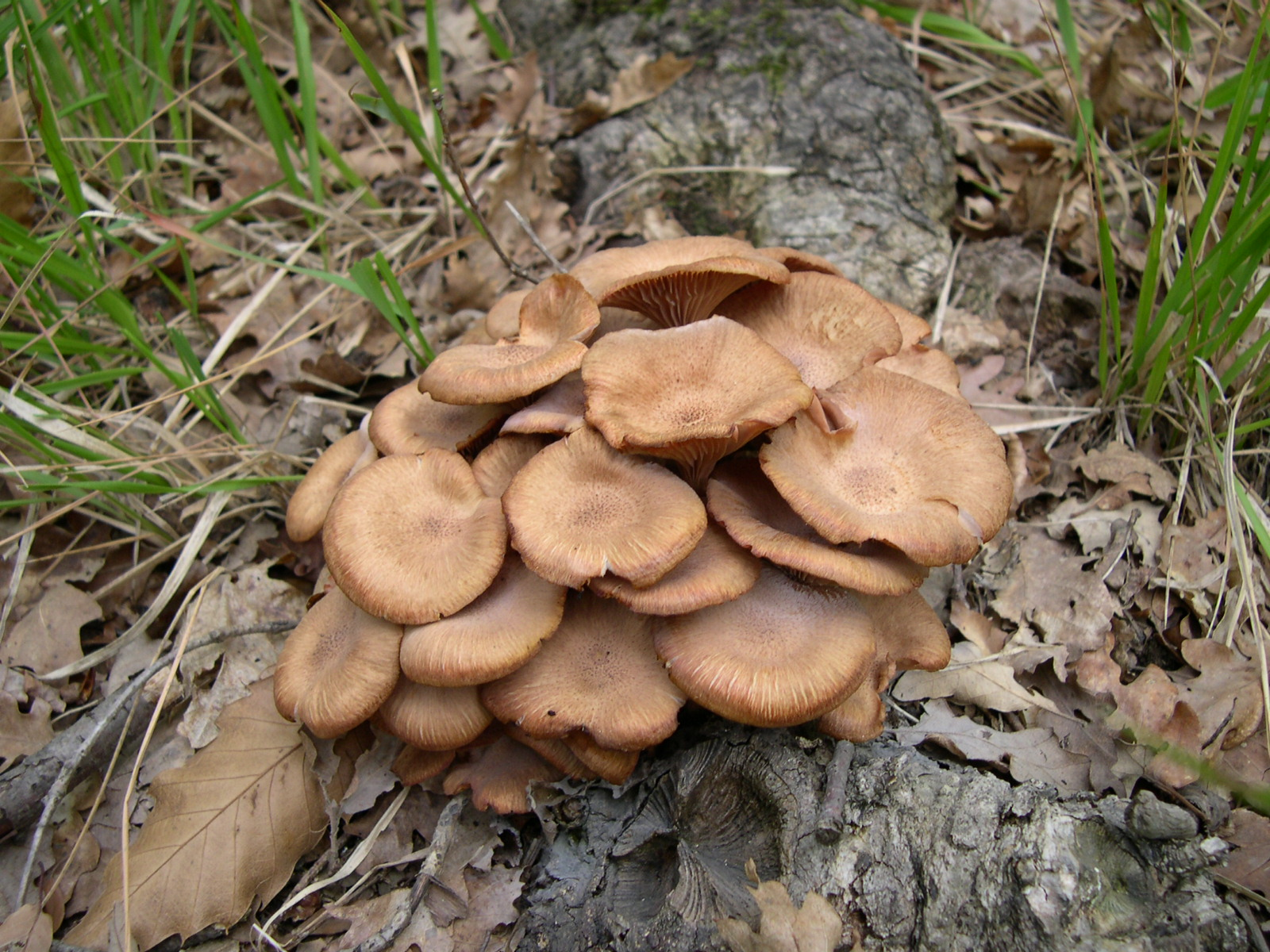
Armillaria tabescens

Armillaria és un gènere de fongs agaricals de la família de les fisalacriàcies (Physalacriaceae). Inclou unes 75 espècies. Algunes de les seues espècies són els organismes més longeus i grossos del planeta. Així, per exemple, Armillaria ostoyae pot cobrir 8,9 km² de superfície i arribar a tindre milers d'anys.

## Descripció
- Barret de 3-15 cm de diàmetre, cobert de petites escates fosques, de color marró clar groguenc (semblant al de la mel) i enganxós al tacte quan és humit.
- El peu pot tindre o no anell.
- Absència de volva.
- Esporada de color blanc.
- Algunes espècies són bioluminescents i poden ésser responsables del fenomen conegut com a foc follet.[6][4][7]

## Hàbitat
Són fongs paràsits que viuen sobre arbres i arbustos llenyosos i poden ésser molt destructius, ja que són responsables de la podridura blanca o podridura seca (la fusta que la pateix es transforma en una massa clara, tova i farinosa). La seua alta capacitat destructiva prové del fet que, a diferència de la majoria dels paràsits, no li cal moderar el seu creixement per tal d'evitar la mort del seu hoste, ja que es nodrirà, igualment, de la matèria morta.

## Taxonomia
- Armillaria borealis Marxmüller et Korhonen
- Armillaria calvescens Bérubé & Dessur.
- Armillaria cepistipes Velenovský
- Armillaria ectypa (Fr.) Lamoure
- Armillaria fuscipes Petch
- Armillaria gallica Marxmüller et Romagnesi
- Armillaria gemina Bérubé & Dessur.
- Armillaria heimii Pegler
- Armillaria hinnulea Kile & Watling
- Armillaria laricina (Bolton) Sacc.
- Armillaria limonea (G. Stev.) Boesew.
- Armillaria lutea Gillet, 1874
- Armillaria luteobubalina Watling & Kile
- Armillaria mellea (Vahl ex Fr.) Kummer
- Armillaria nigropunctata Herink
- Armillaria novae-zelandiae (G. Stev.) Boesew.
- Armillaria obscura (Schaeff.) Herink
- Armillaria ostoyae (H. Romagnesi) Herink.
- Armillaria sinapina Bérubé & Dessur.
- Armillaria tabescens (Scop. ex Fr.) Emel[8][9][10]